# Giselher Wirsing
Giselher Wirsing (né le 15 avril 1907 à Schweinfurt - décédé le 23 septembre 1975 à Stuttgart) fut un économiste, journaliste et auteur allemand à l'époque du national-socialisme puis de la République Fédérale d'Allemagne.

## Œuvres
- Zwischeneuropa und die deutsche Zukunft, 1932
- Deutschland in der Weltpolitik, 1933
- Engländer, Juden, Araber in Palästina, 1938 & 1942
- Der maßlose Kontinent. Roosevelts Kampf und die Weltherrschaft, Jena, Diederichs, 1942
  - En français: Roosevelt et l'Europe, Paris, Éditions Bernard Grasset, 1942, traduit de l'allemand par Jean Carrère.
- Der Krieg 1939/41 in Karten (Hg.), 1942
- Das Zeitalter des Ikaros, 1944
- Die Politik des Ölflecks, 1944 sous le pseudonyme "VINDEX"
- Schritt aus dem Nichts. Perspektiven am Ende der Revolutionen, 1951
- Sozialgeschichte der industriellen Arbeitswelt, ihrer Krisenformen und Gestaltungsversuche, 1953
- Die Rückkehr des Mondo-Mogo. Afrika von morgen, 1954
- Die Menschenlawine, Deutsche Verlagsanstalt, 1956
- Indien, 1968
- Der abwendbare Untergang, 1975
- Indien. Asiens gefährliche Jahre, 1982
- Indien und der Subkontinent. Indien, Pakistan, Bangla Desh, Nepal, Sikkim, Bhutan, 1984